# Piruz
Piruz (em persa: پيروز, também romanizado como Pīrūz; também conhecido como Fārī e Parī) é uma aldeia do Distrito Rural de Kamazan-e Vosta, Distrito de Zand, Condado de Malayer, Província de Hamadã, Irã. No censo de 2006, sua população era de 1.157 habitantes, em 310 famílias.
Durante a Revolução Iraniana, em 13 de maio de 1978, ocorreu um incidente próximo a Piruz, no qual vários estudantes viajando de ônibus de Malayer foram parados em um posto de controle do exército e fuzilados. Em várias manifestações na província de Hamadan, a punição dos soldados foi exigida, mas apenas um dos soldados foi condenado.